# محمد بن عبد العزيز الراشد
محمد بن عبد العزيز الراشد باحث ببليوجرافي سعودي، ولد في الرياض عام 1385هـ. يشغل منصب أمين مكتبة الملك فهد الوطنية منذ يناير 2013م. صدر له العديد من المؤلفات من بينها كتاب (سلمان بن عبد العزيز آل سعود: ببليوغرافية مختارة بما كتب عنه)، وكتاب (نايف بن عبد العزيز آل سعود: ببليوجرافية مختارة -وثائق- صور).

## التعليم
- حاصل على درجة الماجستير في علوم المكتبات والمعلومات من جامعة كلاريون بولاية بنسلفانيا في الولايات المتحدة الأمريكية عام 1991م.[5]
- حاصل على درجة البكالوريوس في الأنظمة القانونية من جامعة الملك سعود عام 1408هـ (1998م).

## العمل
- أمين مكتبة الملك فهد الوطنية منذ يناير 2013م (1434هـ).[6][7]
- عمل في منصب نائب أمين مكتبة الملك فهد الوطنية من عام 1420هـ .
- التحق بمكتبة الملك فهد الوطنية عام 1408هـ وعمل في عدة مواقع حتى عين مديراً لإدارة التسجيل والترقيمات الدولية.
- رئيس لجنة حماية التراث المخطوط الصادر بالمرسوم الملكي في تاريخ 24/5/1422هـ.
- عضو مجلس إدارة دارة الملك عبد العزيز.[8]

## الإصدارات
- (دليل الناشرين السعوديين) صدر عام 1996م.
- (دليل الدوريات السعودية في الرياض) صدر عام 2000م.[9]
- (سلمان بن عبد العزيز آل سعود: ببليوغرافية مختارة بما كتب عنه). صدر عام 2011م.[10]
- (تنمية قادة المكتبات: دليل كيفية الأداء للتدريب وبناء فرق العمل والتوجيه والإرشاد لموظفي وأمناء المكتبات) [ترجمة] تأليف روبيرت ستيوارت ومورين سوليفان. صدر عن مكتبة الملك فهد الوطنية عام 2011م.
- (نايف بن عبد العزيز آل سعود: ببليوجرافية مختارة -وثائق- صور). صدر عام 2012م. وقدم له الملك سلمان بن عبد العزيز آل سعود.[11]